# Municipio de Millen
El municipio de Millen (en inglés: Millen Township) es un municipio ubicado en el condado de Alcona en el estado estadounidense de Míchigan. En el año 2010 tenía una población de 404 habitantes y una densidad poblacional de 2,19 personas por km².

## Geografía
El municipio de Millen se encuentra ubicado en las coordenadas 44°38′34.05″N 83°38′54.93″O / 44.6427917, -83.6485917. Según la Oficina del Censo de los Estados Unidos, el municipio tiene una superficie total de 184,4 km² (71,2 mi²), de la cual 182,9 km² (70,6 mi²) corresponden a tierra firme y 1,6 km² (0,6 mi²) (0.86%) es agua.

## Demografía
En el 2000 la renta per cápita promedia del hogar era de $26.932, y el ingreso promedio para una familia era de $33.077. El ingreso per cápita para la localidad era de $14.475. En 2000 los hombres tenían un ingreso per cápita de $28.250 contra $18.125 para las mujeres. Alrededor del 21.40% de la población estaba bajo el umbral de pobreza nacional.